# 시트로엥 DS3 R5

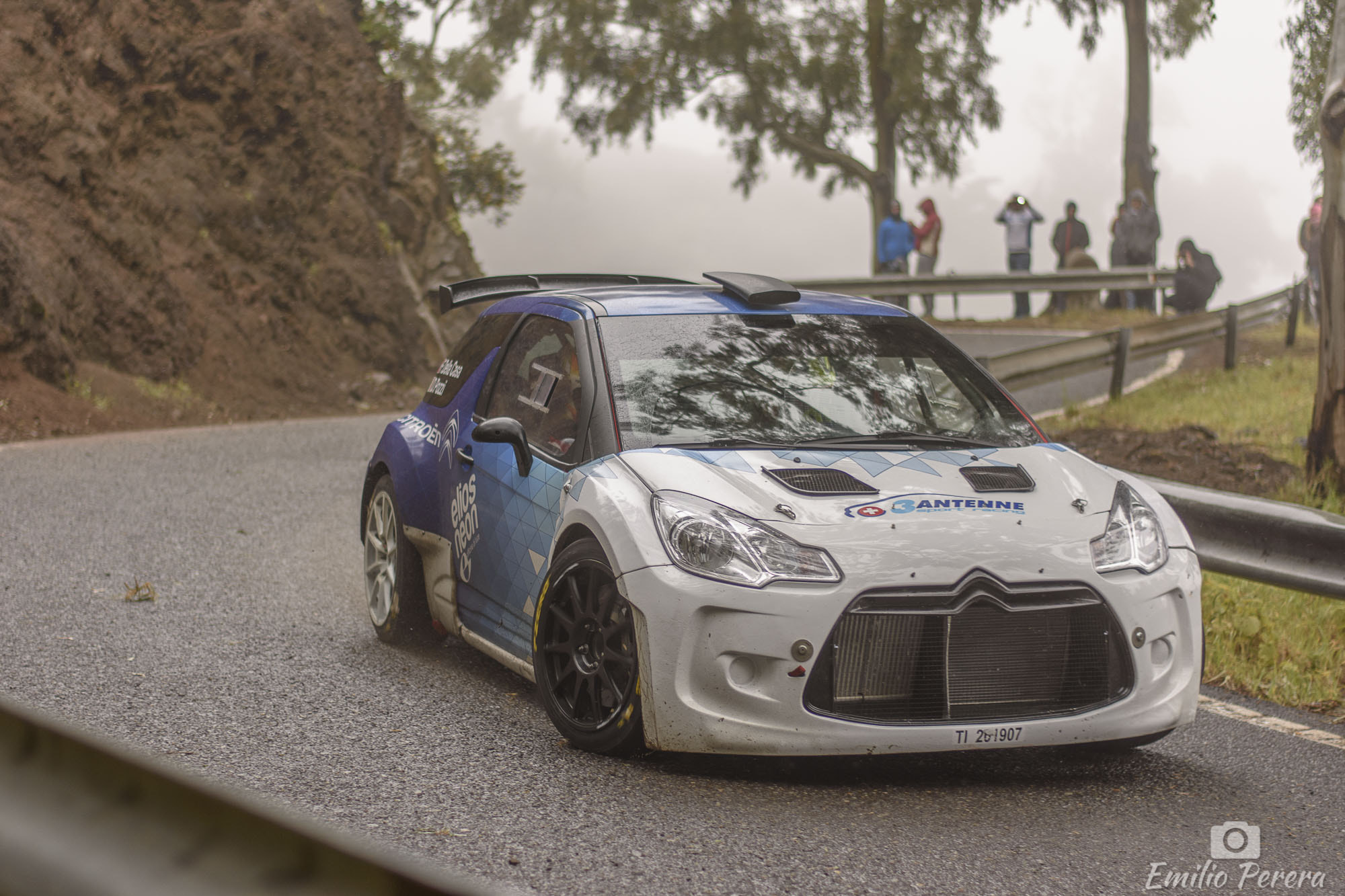
2016년 DS3 R5

시트로엥 DS3 R5(Citroën DS3 R5)는 시트로엥 DS3 로드카를 기반으로 시트로엥 레이싱이 제작한 R5 랠리카이다. 이 차는 2014년 랠리 이탈리아 사르데냐에서 WRC 데뷔를 했다.